# Усть-Еденьга
Усть-Еденьга — посёлок в Тотемском районе Вологодской области.
Входит в состав Пятовского сельского поселения, с точки зрения административно-территориального деления — в Пятовский сельсовет.
Расположен при впадении реки Еденьга в Сухону. Расстояние по автодороге до районного центра Тотьмы — 6 км, до центра муниципального образования деревни Пятовская — 7 км. Ближайшие населённые пункты — Княжая, Мясокомбината, Текстильщики.
По переписи 2002 года население — 225 человек (121 мужчина, 104 женщины). Преобладающая национальность — русские (96 %).